# Таулянт Джака
Таулянт Джака (алб. Taulant Xhaka, нар. 28 березня 1991, Базель) — швейцарський та албанський футболіст, захисник, півзахисник клубу «Базель» і національної збірної Албанії. Триразовий чемпіон Швейцарії. Володар Кубка Швейцарії. 
Старший брат іншого футболіста, Граніта Джака, який грає за швейцарську збірну.

## Клубна кар'єра
У дорослому футболі дебютував 2008 року виступами за молодіжну команду «Базеля», в якій провів два сезони у третьому за силою швейцарському дивізіоні, взявши участь у 51 матчі чемпіонату. 
З початку 2011 почав залучатися до складу основної команди «Базеля», хоча виходив на поле лише епізодично. З початку 2012 пі
2012 року уклав контракт з клубом «Грассгоппер», у складі якого провів наступний рік своєї кар'єри гравця.  Більшість часу, проведеного у складі «Грассгоппера», був основним гравцем команди.
До складу клубу «Базель» приєднався 2013 року. Відтоді встиг відіграти за команду з Базеля 66 матчів в національному чемпіонаті.

## Виступи за збірні
2008 року дебютував у складі юнацької збірної Швейцарії, взяв участь у 29 іграх на юнацькому рівні, відзначившись одним забитим голом. Протягом 2010–2012 років залучався до складу молодіжної збірної Швейцарії. На молодіжному рівні зіграв у 12 офіційних матчах.
Згодом вирішив захищати на рівні національних команд кольори своєї історичної батьківщини, Албанії. 7 вересня 2014 року дебютував в офіційних матчах у складі національної збірної Албанії. Наразі провів у формі головної команди цієї балканської країни 31 матч.
2016 року був учасником тогорічного чемпіонату Європи, першого великого міжнародного турніру в історії збірної Албанії, де взяв участь в двох матчах.
| Дата       | Місто            | Господарі  | Результат | Гості              | Турнір                               | Голи | Примітки |
| ---------- | ---------------- | ---------- | --------- | ------------------ | ------------------------------------ | ---- | -------- |
| 7-9-2014   | Авейру           | Португалія | 0 – 1     | Албанія            | Відбір до ЧЄ 2016                    | -    | 34'      |
| 11-10-2014 | Ельбасан         | Албанія    | 1 – 1     | Данія              | Відбір до ЧЄ 2016                    | -    | 82'      |
| 14-10-2014 | Белград          | Сербія     | 0 – 3     | Албанія            | Відбір до ЧЄ 2016                    | -    |          |
| 29-3-2015  | Ельбасан         | Албанія    | 2 – 1     | Вірменія           | Відбір до ЧЄ 2016                    | -    |          |
| 4-9-2015   | Копенгаген       | Данія      | 0 – 0     | Албанія            | Відбір до ЧЄ 2016                    | -    | 86'      |
| 7-9-2015   | Ельбасан         | Албанія    | 0 – 1     | Португалія         | Відбір до ЧЄ 2016                    | -    |          |
| 8-10-2015  | Ельбасан         | Албанія    | 0 – 2     | Сербія             | Відбір до ЧЄ 2016                    | -    |          |
| 11-10-2015 | Єреван           | Вірменія   | 0 – 3     | Албанія            | Відбір до ЧЄ 2016                    | -    |          |
| 13-11-2015 | Приштина         | Косово     | 2 – 2     | Албанія            | товариський матч                     | -    | 77'      |
| 16-11-2015 | Тирана           | Албанія    | 2 – 2     | Грузія             | товариський матч                     | -    | 57'      |
| 26-3-2016  | Відень           | Австрія    | 2 – 1     | Албанія            | товариський матч                     | -    | 86'      |
| 3-6-2016   | Бергамо          | Албанія    | 1 – 3     | Україна            | товариський матч                     | -    | 46'      |
| 11-6-2016  | Ленс             | Албанія    | 0 – 1     | Швейцарія          | ЧЄ 2016 - 1-й етап                   | -    | 62'      |
| 15-6-2016  | Марсель          | Франція    | 2 – 0     | Албанія            | ЧЄ 2016 - 1-й етап                   | -    | 74'      |
| 31-8-2016  | Шкодер           | Албанія    | 0 – 0     | Марокко            | товариський матч                     | -    | 61'      |
| 5-9-2016   | Шкодер           | Албанія    | 2 – 1     | Північна Македонія | Відбір до ЧС 2018                    | -    |          |
| 9-10-2016  | Шкодер           | Албанія    | 0 – 2     | Іспанія            | Відбір до ЧС 2018                    | -    | 75'      |
| 12-11-2016 | Ельбасан         | Албанія    | 0 – 3     | Ізраїль            | Відбір до ЧС 2018                    | -    | 49' 82'  |
| 6-10-2017  | Аліканте         | Іспанія    | 3 – 0     | Албанія            | Відбір до ЧС 2018                    | -    | 26'      |
| 13-11-2017 | Анталія          | Туреччина  | 2 – 3     | Албанія            | товариський матч                     | -    |          |
| 26-3-2018  | Ельбасан         | Албанія    | 0 – 1     | Норвегія           | товариський матч                     | -    |          |
| 7-9-2018   | Ельбасан         | Албанія    | 1 – 0     | Ізраїль            | Ліга націй УЄФА 2018-2019 - 1-й етап | 1    |          |
| 10-9-2018  | Глазго           | Шотландія  | 2 – 0     | Албанія            | Ліга націй УЄФА 2018-2019 - 1-й етап | -    |          |
| 10-10-2018 | Ельбасан         | Албанія    | 0 – 0     | Йорданія           | товариський матч                     | -    | 46'      |
| 14-10-2018 | Беер-Шева        | Ізраїль    | 2 – 0     | Албанія            | Ліга націй УЄФА 2018-2019 - 1-й етап | -    |          |
| 17-11-2018 | Шкодер           | Албанія    | 0 – 4     | Шотландія          | Ліга націй УЄФА 2018-2019 - 1-й етап | -    |          |
| 20-11-2018 | Ельбасан         | Албанія    | 1 – 0     | Уельс              | товариський матч                     | -    | 36'      |
| 22-3-2019  | Шкодер           | Албанія    | 0 – 2     | Туреччина          | Відбір до ЧЄ 2020                    | -    | 86'      |
| 25-3-2019  | Андорра-ла-Велья | Андорра    | 0 – 3     | Албанія            | Відбір до ЧЄ 2020                    | -    | 67'      |
| 8-6-2019   | Рейк'явік        | Ісландія   | 1 – 0     | Албанія            | Відбір до ЧЄ 2020                    | -    | 72'      |
| 7-9-2019   | Сен-Дені         | Франція    | 4 – 1     | Албанія            | Відбір до ЧЄ 2020                    | -    | 73' 78'  |
| Усього     |                  | Матчів     | 31        |                    | Голів                                | 1    |          |

## Титули і досягнення
- Чемпіон Швейцарії (6):

«Базель»: 2010-11, 2013-14, 2014-15, 2015-16, 2016-17, 2024-25
- Володар Кубка Швейцарії (4):

«Грассгоппер»:  2012-13
«Базель: 2016-17, 2018-19, 2024-25